# Strasti v grapi
Strasti v grapi (1977) Anice Zidar so roman o kmečkem življenju.

## Zgodba
Viktor Jeraj je imel z ženo Rozo hladne odnose. V mladih letih je bil zaljubljen v sosedovo Terezo, ki zanj ni marala in je raje vzela njegovega tekmeca Žitnika. Viktor pa se je oženil z Rozo, ker je prinesla v zakon veliko doto. Žalost je utapljal v alkoholu ter ženo psihično in fizično zlorabljal. Otrok nista imela, za kar je vedno krivil njo. Roza je ves čas pridno delala, mož pa se je vlačil naokoli z drugimi ženskami. Grob in osoren je bil tudi Viktorjev nečak Janez, sin njegove sestre Nade, ki je živel z njima v mlinu.
Ker otrok nista imela, se je Viktor odločil, da ga bo »kupil«. Pri tem mu je pomagal prijatelj Mirko, s katerim sta se vpletala v nezakonite posle. V mlin sta pripeljala »sina« Frančka, ki je živel med dvema ognjema – prijazno, ljubečo mamo Rozo in grobim očetom Viktorjem. Ta je naščuval Janeza, da zapelje Žitnikovo hčer Anko. V navalu strasti ji je zaplodil otroka. Medtem ko sta se Anka in Janez skrivaj ljubila v seniku, je v grapi divjalo hudo neurje. Ob poku strele je Janez zanetil ogenj v seniku, ne da bi Anka to videla. Žitnikov novi kozolec je pogorel. Jeraj je svojega nečaka poslal v tujino, Anka pa je ostala sama z otrokom pod srcem. Ko je poskušala ljubega Janeza prepričati, naj ostane z njo, jo je zavrnil in rekel, da otrok ni njegov. Ko je Žitnik izvedel, da je Anka noseča z Jerajevim Janezom, jo je napodil od doma.
Roza pa je bila v mladosti zaljubljena v Škrjančevega Toneta. Ko so jo obljubili Jeraju, je že nosila Tonetovega otroka, a ga je izgubila. Po dolgih letih se je Tone prikazal na njenem pragu, predala sta se strásti in Roza je ponovno zanosila z njim. Jeraja so poklicali pred sodišče zaradi nezakonitih poslov, ki sta jih sklepala z Mirkom. Nekje na poti je izvedel, da je njegova žena noseča. Povedali so mu, da otrok ni njegov. Z Rozo sta se sprla in ona je med begom padla. Izgubila je otroka in njeno zdravje se je poslabšalo. Viktor je nazaj v grapo pripeljal Žitnikovo Anko, da bi bila za deklo. Anka je pridno dela, tudi po tem ko se je Roza vrnila. Skupaj sta skrbeli za dom, medtem ko je bil Jeraj v zaporu. Ob vrnitvi je skušal zapeljati Anko, ta se mu je uprla in se vrnila domov. Njenemu očetu Žitniku se je omračil um, ni se več spomnil, da je bil jezen nanjo. Njenega sina Mihca je zamenjal za svojega, ki je malo pred tem umrl v nesreči.
Anka je nato vzela Urbana, starejšega vdovca s hribov. Zakon je bil srečen, imela sta se rada, ustvarila sta družino in oba sta znala poprijeti za delo.
Knjigo sklepajo opisi jeseni in zime, ki prikazujejo minljivost in smrt. Nekaj poglavij govori samo o smrti, Žitnikovi, Jerajevi, Rozini ... Ob teh žalostnih dogodkih so začele kmetije propadati. Jerajev Franček je v želji, da bi vozil tovornjak, prodal precejšen del zemlje. Po smrti mame Roze se je oženil s Tino. Njuna sreča je bila kratka, Franček se je ubil v prometni nesreči. Tina je ostala sama na Jerajevi posesti in težko je zmogla vse delo. Na pomoč ji je priskočil Ankin sin Mihec, ki jo je zasnubil. Skupaj sta se zbudila v »čudovito jutro«. 

## Literarna kritika/zgodovina
»Daljših literarnih zapisov, ki jih je Anica Zidar, učiteljica iz Mokronoga, že objavila v »Stezicah«, glasilu novomeške gimnazije, in nekaterih časnikih in revijah, ne poznamo v tolikšni meri, da bi iz njih lahko potegnili pripovedno nit, ki najbrž vodi k povestma »Umirujoča kmetija« in »Strasti v grapi«. Obe sta izšli v »Kmečki knjižni zbirki« pri Kmečkem glasu, prva pred malo več kot dvema letoma, druga pa prav pred kratkim. Pred nami je slednja in tudi v tej pisateljica opisuje ljudi na podeželju, očrtuje njihove strasti, stiske, radosti in podobno, kar se prepleta v življenjski sli, ki se opaja z navezanostjo na zemljo. To je vse, kar je moč povedati na kratko, ne da bi povzemali vsebino. V povedki namreč zaman iščemo daljše prozne spise sicer tako značilno širšo osmislitev dogajnja, ki bi temeljilo na globlji nazorski opredeljenosti oseb. Zato ob »Strasti v grapi« zaman hlastamo po, denimo, trajnejšemu povednem izročilu, pač takšnem, da nas po končanem branju ne bi pustilo neprizadete. Osnovna značilnost pisanja Zidarjeve je nizanje dogodkov, ki drug ob drugem dajejo pregledno zgodbo. Pisateljica začne, zapleta in razplete dogajanje tako, kot bi naj bilo najbolj smiselno glede na značaje, dejanja in razmerja med ljudmi, ki jih je postavila za nosilce pripovedi. Toda pri zgodbi se vse le ne bi smelo začeti in končati. Zadnja povest Zidarjeve, ki je sicer obsežen literarni zapis, je zato estetsko premalo oprijemljiva, zapišemo lahko, da je obstala na pol poti, ki vodi k romanu. To pa hkrati ne vodeni čistosti njene slovenščine kali svojskih stilnih posebnosti so preveč očitne.« (Rustja 1977: 31)
»V četrtek, 24. oktobra, je učence OŠ Dole obiskala pisateljica in avtorica del: Strasti v grapi, Pomladne vode, Sence na mavrici, Umirajoča kmetija, Začutila sem tvojo ljubezen. V svojih knjigah opisuje sovraštvo in ljubezen, hrepenenje in obup, podrte kmetije in hiše. Prostor, ki ga prikazuje je učencem zelo blizu, saj živijo v hribovitem predelu na kmečkih gospodinjstvih, v samotnih dolinah. Povedala nam je, da je knjigo Strasti v grapi posvetila svojim staršem, ki so jo naučili spoštovati delo, ljubiti zemljo in ceniti življenje. Njeno življenje je podobno drevesu, ki ga bičajo viharji. Učenci so radi prisluhnili pripovedi o njeni mladosti, o veliki ljubezni do knjige. Rada je brala knjige tudi med vojno, pod odejo ali ob brlivki, ki so jo naredili sami tako, da so izdolbli repo, vanjo nalili mast in dodali trsko, ki je brlela. Na paši se je seznanila s prvo knjigo, njej je sledila druga, tretja in nato čedalje več. Po poklicu je učiteljica 2. a razreda na OŠ v Mokronogu. Piše zvečer, ko ima mir in čas. Nekaj pripravlja tudi za otroke. Je mentorica dramskega in novinarskega krožka, zato je s seboj prinesla nekaj prispevkov učencev in nam jih prebrala. Učence je vprašala, kaj oni radi berejo in kako bodo proslavili mesec knjige. Zares prijetno je bilo srečanje z njo, ki je kar prekmalu minilo.« (Vrtačnik 1985: 6)
»Povest Strasti v grapi je popularna kmečka povest. Opazna je zelo velika sproščenost pri ljubezenskih prizorih, kar pritegne pozornost manj zahtevnega bralca. Povezava mesta z vasjo je prikazana kot nekaj pozitivnega, seveda takrat ko pride od tam kaj dobrega za vas. 
Morda bi lahko v tej povesti našli tudi značilnosti domačijske povesti, ki kot glavno vrednoto v ospredje postavlja domačijo in družino. Jeraju je v življnju najpomembnejše, da bi imel otroke. A ker jih ni družina nesrečno propade.« 
»Tudi tokrat je vse delo na kmetiji in celo vodnje kmetije prepuščeno ženskama: Rozi in Terezi. Ta motiv ne deluje komično. Prej bi rekli, da smeši moške, ki niso več sposobni tako izjemnega dela.
Povest je razdeljena na tri dele in še vsak posebej na več poglavij. Ni jasno, zakaj tridelna zgradba, saj vsebinsko ni razdeljeno v razdelke, morda le zaradi cikličnosti narave. Vsak del in vsako poglavje uvaja nek kratek opis, ki pa je tako liričen, da ne izda ničesar iz vsebine, tako da branja ne moti.« (Pajić 2001: 23-24)
Rokopis romana hranijo v knjižnici Pavla Golje v Trebnjem.